# Ildar Arslanov
Ildar Arslanov (Agidel-Bashkortostan, 6 de abril de 1994) é um ciclista russo que foi profissional entre 2015 e 2019.
Em 2014 ganhou a última contrarrelógio do Giro do Vale de Aosta, sendo esta a sua primeira vitória como profissional.
Em 2016 conseguiu a camisola de melhor jovem da Volta ao Azerbaijão.
Em outubro de 2019, através de suas redes sociais, anunciou a sua retirada como ciclista profissional aos 25 anos de idade.

## Palmarés
- 2014
  - 1 etapa do Giro do Vale de Aosta

## Resultados em Grandes Voltas e Campeonatos do Mundo
| Corrida            | Corrida            | 2015 | 2016 | 2017 | 2018 | 2019 |
| ------------------ | ------------------ | ---- | ---- | ---- | ---- | ---- |
|                    | Giro d'Italia      | —    | —    | —    | —    | —    |
|                    | Tour de France     | —    | —    | —    | —    | —    |
|                    | Volta a Espanha    | —    | —    | —    | —    | —    |
| Mundial em Estrada | Mundial em Estrada | —    | —    | —    | Ab.  | —    |

—: não participa

Ab.: abandono